# Puccinia madritensis
Puccinia madritensis ist eine Ständerpilzart aus der Ordnung der Rostpilze (Pucciniales). Der Pilz ist ein Endoparasit von Waldreben und Trespen. Symptome des Befalls durch die Art sind gelbe Rostflecken und Pusteln auf den Blattoberflächen der Wirtspflanzen. Das Verbreitungsgebiet umfasst den westlichen Mittelmeerraum.

## Merkmale
Puccinia madritensis ist mit bloßem Auge nur anhand der auf der Oberfläche des Wirtes hervortretenden Sporenlager zu erkennen. Sie wachsen in Nestern, die als gelbliche bis braune oder schwärzliche Flecken und Pusteln auf den Blattoberflächen erscheinen.
Das Myzel von Puccinia madritensis wächst wie bei allen Puccinia-Arten interzellulär und bildet Saugfäden, die in das Speichergewebe des Wirtes wachsen. Ihre Pyknien wachsen oberseitig und sind honigfarben. Die Aecien der Art wachsen in länglichen Gruppen und bilden gelbliche geschwollene Stellen. Sie besitzen annähernd kugelige Aecidiosporen von 21–24 × 21–24 µm, die orange und warzig sind. Die Uredien sind zerstreut und rostfarben. Ihre Uredosporen sind ellipsoid bis fast kugelig, 25–28 × 20–24 µm groß, hell braunrot und stachelwarzig. Die Telien der Art sind rundlich oder länglich und schwarz. Die Teleutosporen sind zweizellig, langkeulig geformt und 42–48 × 12–20 µm groß. Sie sind bräunlich, ihre Stiele sind sehr kurz.

## Verbreitung
Puccinia madritensis besitzt ein Verbreitungsgebiet, das sich über den westlichen Mittelmeerraum erstreckt.

## Ökologie
Die Wirtspflanzen von Puccinia madritensis sind als Haplont Waldreben (Clematis spp.) sowie Trespen (Bromus spp.) für den Dikaryonten. Der Pilz ernährt sich von den im Speichergewebe der Pflanzen vorhandenen Nährstoffen, seine Sporenlager brechen später durch die Blattoberfläche und setzen Sporen frei. Die Art verfügt über einen Entwicklungszyklus mit Pyknien, Uredien, Telien und Aecidien.